# Religion en Bosnie-Herzégovine
 (décembre 2023).
Si vous disposez d'ouvrages ou d'articles de référence ou si vous connaissez des sites web de qualité traitant du thème abordé ici, merci de compléter l'article en donnant les références utiles à sa vérifiabilité et en les liant à la section « Notes et références ».

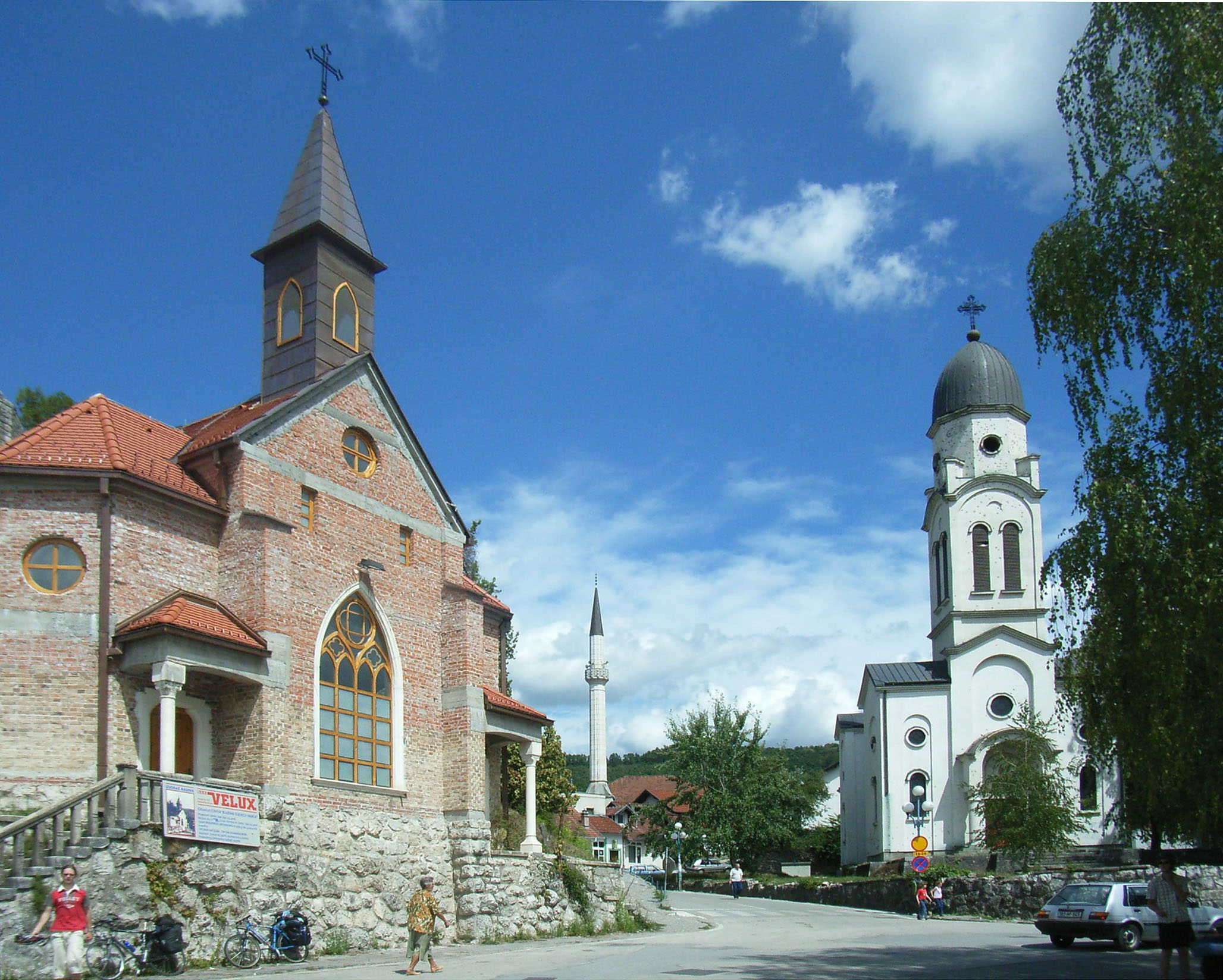
Une église catholique, une mosquée et une église orthodoxe à Bosanska Krupa.

Cet article traite des religions en Bosnie-Herzégovine.

## Histoire

### Christianisme
- Persécution des chrétiens en Bosnie-Herzégovine

### Judaïsme
- Histoire des Juifs en Bosnie-Herzégovine
- Synagogue de Sarajevo, Vieille synagogue de Sarajevo, Cimetière juif de Sarajevo

### XXesiècle
La République socialiste de Bosnie-Herzégovine (1945-1992) est une des six composantes de la République fédérative socialiste de Yougoslavie (1945-1992), dont le titisme a été relativement tolérant sur le plan religieux après 1950.
La guerre de Bosnie-Herzégovine (1992-1995) donne une image des tensions, nationales, ethniques, religieuses, de l'époque : siège de Sarajevo, massacre de Srebrenica, Opération Tempête…

### XXIesiècle
La répartition religieuse du pays s'établit de la manière suivante :
- Les Bosniaques musulmans chiites et sunnites  constituent 52,5 % de la population[1].
- Les chrétiens représentent 43,5 %[1] dont 80 % de Serbes chrétiens orthodoxes et 20 % de catholiques romains croates.
- 4 % pour les autres groupes (y compris les Juifs).

Le taux de pratique religieuse est relativement faible parmi les groupes religieux traditionnels, mais certaines régions connaissent une pratique plus fréquente, comme chez les Croates catholiques en Herzégovine ou parmi les musulmans de Bosnie centrale. Pour beaucoup de musulmans de Bosnie, la religion sert souvent comme identifiant communautaire lors des rites significatifs de passage comme la naissance, le mariage et la mort. Il y a également beaucoup d'athées et d'agnostiques parmi les Bosniaques.
Toutes les religions ont connu un regain de pratique à la suite de la guerre de 1992-1995, expression de l'identification accrue de chacun avec son héritage ethnique et culturel.

## Repères 2020
Pour une population d'approximativement 4 000 000 citoyens en 2020 :
- Islam en Bosnie-Herzégovine (rubriques) (50-51 %), Islam en Bosnie-Herzégovine
  - Islamisation de la Bosnie-Herzégovine (en) (à l'époque ottomane)
  - Mosquées en Bosnie-Herzégovine
  - Faculté d'études islamiques de Sarajevo (1977),
- Christianisme en Bosnie-Herzégovine (rubriques) (45-46 %)
  - Christianisme orthodoxe en Bosnie-Herzégovine (30-31 %, contre 40 % vers 1800), Christianisme orthodoxe de Bosnie-Herzégovine (en)
    - Églises orthodoxes en Bosnie-Herzégovine

  - Église (édifice) catholique en Bosnie-Herzégovine (15-16 %), Église bosnienne (1252-vers 1500), Hval's Codex (en), Bogomilisme
    - Églises catholiques en Bosnie-Herzégovine, Palais épiscopal catholique de Mostar, Apparitions mariales de Međugorje et Colline de Križevac
    - Province Franciscaine de Bosnie-Herzégovine (en), Couvents franciscains en Bosnie-Herzégovine

  - Protestantisme
- Autres spiritualités
  - Foi Baha'ie en Bosnie-Herzégovine (en)	(< 6 000)
  - Judaïsme en Bosnie-Herzégovine (rubriques) (< 1 000 en 2011, contre 12 000 en 1940), Histoire des Juifs en Bosnie-Herzégovine, Holocauste, 
    - Haggadah de Sarajevo, Synagogues en Bosnie-Herzégovine, Vieille synagogue de Sarajevo

  - Rodnovérie, Néopaganisme slave, Congrès européen des religions ethniques, Circle of Svarog (Svaroži Krug, 2011)
  - Hindouisme en Bosnie-Herzégovine (en) ( < 1 000)
- Autres
  - Irréligion, agnosticisme (< 1 %)
  - Indifférence ou prudence (< 1 %)
  - Liberté de culte en Bosnie-Herzégovine
  - Conseil interreligieux de Bosnie-Herzégovine (en)
  - Ségrégation religieuse en Bosnie-Herzégovine (en)